# Oudiers
Het Oudiers is een Eiland-Keltische taal die van de 6e tot en met de 10e eeuw gesproken werd in Ierland, Schotland en op het eiland Man. Via het Middeliers ontwikkelden zich het Modern Iers, Schots-Gaelisch en Manx uit deze taal.
Het eerste Oudiers is te vinden als glossen bij Latijnse teksten, met name op het vasteland van Europa, waar Ierse missionarissen actief waren. Daarnaast zijn er uitgebreide Oudierse teksten terug te vinden in diverse Middel-Ierse manuscripten.

## Orthografie
Het Oudiers maakt gebruik van achttien letters uit het Latijnse alfabet (a, b, c, d, e, f, g, h, i, l, m, n, o, p, r, s, t en u). Het gebruikt de síneadh fada om onderscheid aan te geven tussen lange en korte klinkers en de punctum delens voor lenities.

## Grammatica
Het Oudiers heeft net als de andere Eiland-Keltische talen een VSO-volgorde. Werkwoorden kennen een conjuncte en een absolute vorm en de meeste verbuigingen die in Indo-Europese talen voorkomen, maar de infinitief ontbreekt. In plaats daarvan wordt gebruikgemaakt van een verbaal nomen, meestal in combinatie met de copula.
Het zelfstandig naamwoord kent drie geslachten (mannelijk, vrouwelijk, onzijdig), drie grammaticale getallen (enkelvoud, dualis, meervoud), en vijf naamvallen (nominatief, genitief, datief, accusatief, vocatief).
Bijvoeglijke naamwoorden zijn congruent met het bijbehorende zelfstandige naamwoord en kennen vier trappen van vergelijking.
Persoonlijke voornaamwoorden kunnen als object geïnfigeerd worden bij het werkwoord, dat in deze gevallen een conjuncte vorm heeft. Daarnaast kan er gebruikgemaakt worden van emfatische partikels als suffix bij een werkwoord om nadruk te leggen op het subject dat net als in de meeste Romaanse talen in het werkwoord zelf besloten kan liggen.
Net als het moderne Iers en het Schots-Gaelisch kent het Oudiers consonantmutaties en maakt het gebruik van geconjugeerde voorzetsels.